# Luxemburgse Rode Kruis

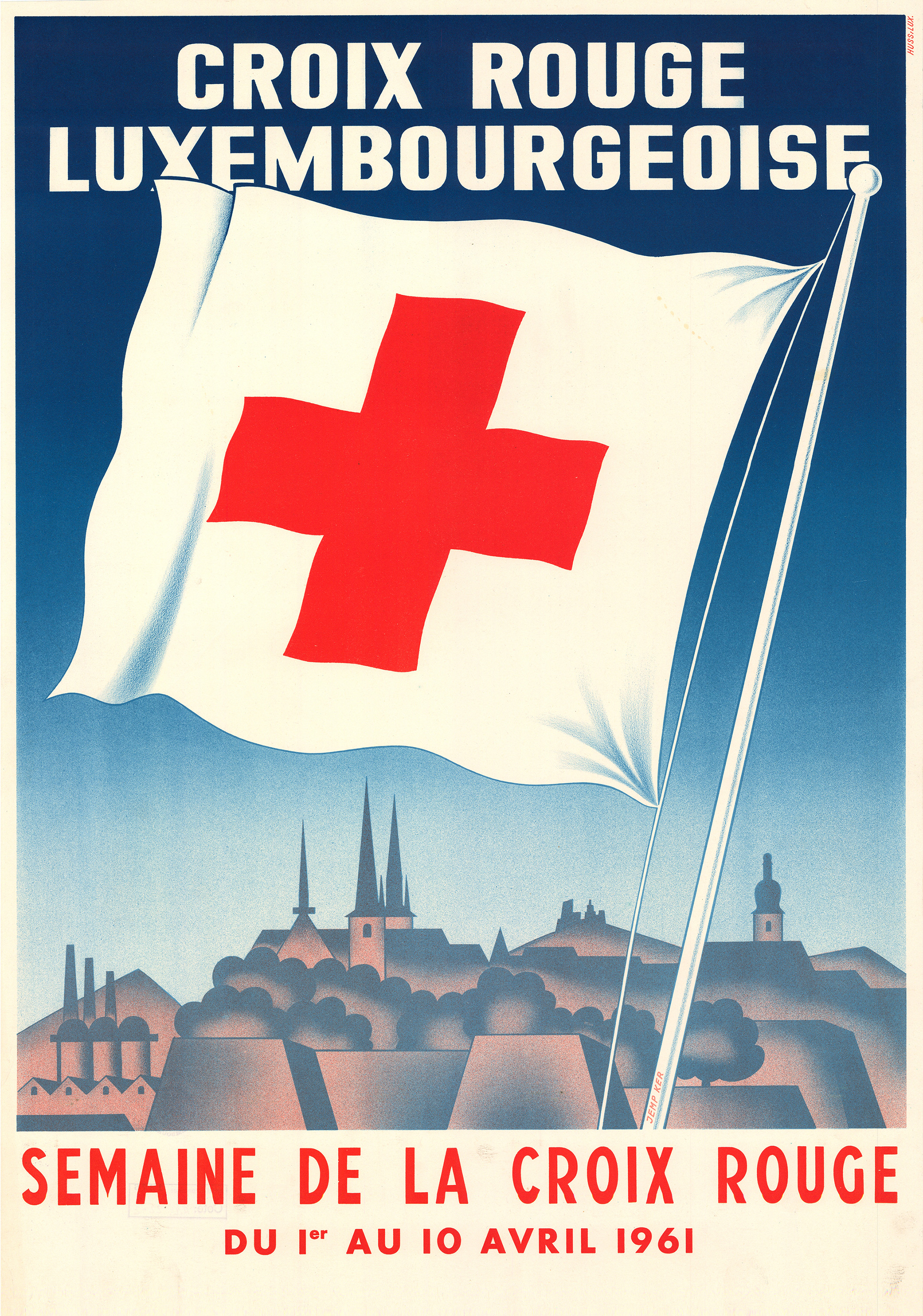
Affiche Croix-Rouge luxembourgeoise (Jemp Ker)

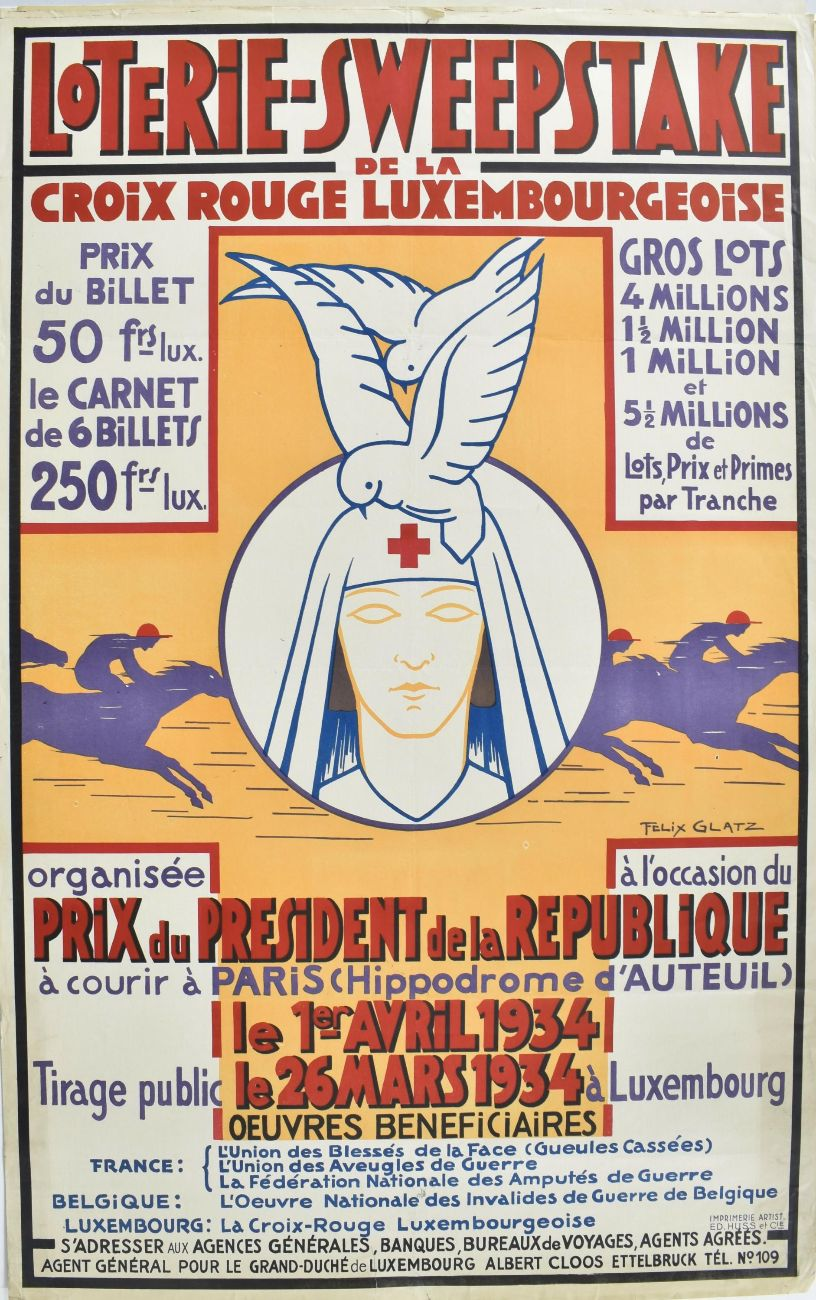
Affiche voor een loterij t.b.v. het Croix-Rouge luxembourgeoise (Félix Glatz)

Het Luxemburgse Rode Kruis (Frans: Croix-Rouge luxembourgeoise, Engels: Luxembourg Red Cross) is de Luxemburgse van het internationale Rode Kruis.

## Geschiedenis
Op 6 augustus 1914, in de begindagen van de Eerste Wereldoorlog, deed groothertogin Maria Adelheid een beroep op de vrijgevigheid van het Luxemburgse volk. In 1863 had Henri Dunant op de Conventie van Genève een oproep gedaan om verenigingen met vrijwillige hulpverleners op te richten, voor de verbetering van de toestand van de gewonden en zieken van de strijdkrachten te velde. De conventie was in 1907 door de Kamer van Afgevaardigden geratificeerd. De groothertogin vroeg de Luxemburgers bereid te zijn om een dergelijke organisatie te steunen.
Op 8 augustus 1914, twee dagen na de oproep, bracht het echtpaar Émile en Aline Mayrisch onder anderen de Kamervoorzitter Auguste Laval, voorzitter van de Raad van State Henri Vannérus, burgemeester Alphonse Munchen van Luxemburg-Stad, de legercommandant, de regeringsadviseur belast met de nationale geallieerde landen en vrouwelijke strijders, vertegenwoordigers van de belangrijkste religies en de hofmaarschalk samen bij de notaris en tekenden zij de oprichtingsakte van het Luxemburgse Rode Kruis. Op 9 augustus 1914 werd de Société de la Croix Rouge Luxembourgeoise bij groothertogelijk besluit erkend en in oktober 1914 volgde erkenning door het Internationale Comité van het Rode Kruis.
De familie Mayrisch liet hun eigen huis in Dudelange inrichten als oorlogshospitaal. Het was tijdens de Eerste Wereldoorlog de basis van het Luxemburgs Rode Kruis. Het huis, later bekend als Casino de l'ARBED werd in 2007 eigendom het Rode Kruis. Aline Mayrisch legateerde ook het kasteel Colpach aan het Rode Kruis, dat er een sanatorium in onderbracht.

## Directeuren
- 1930-1940 Auguste Rockenbrod
- 1940-1945 -
- 1945-1972 Pierre Knaff
- 1972-1987 Roland Hoff
- 1987-2013 Jacques Hansen
- 2013- Michel Simonis

## Galerij

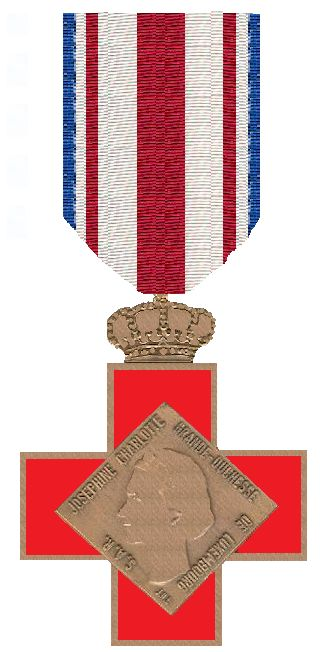
Orde van het Rode Kruis van Luxemburg
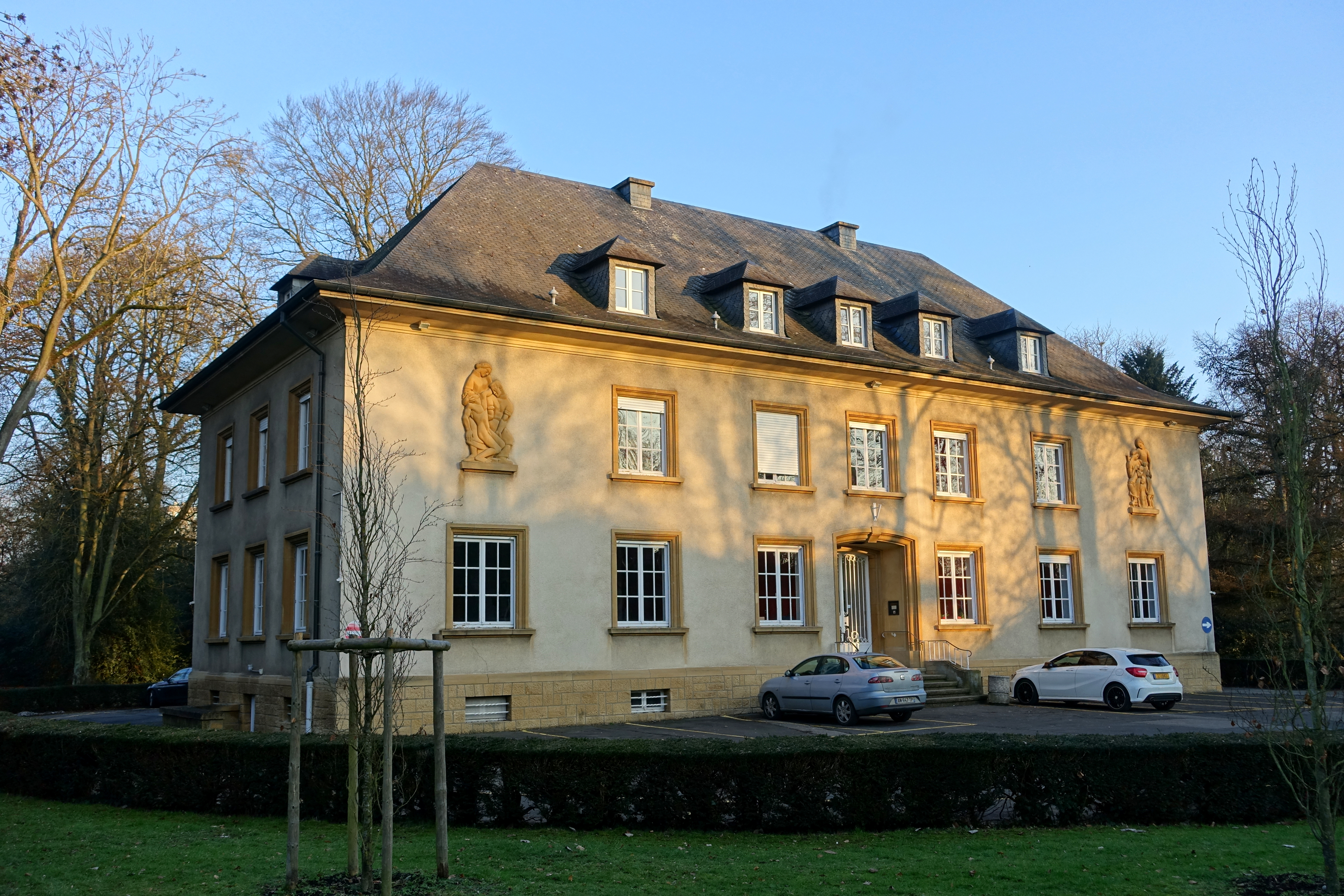
Hoofdkantoor van het Rode Kruis aan de Boulevard Joseph II in Luxemburg-Stad
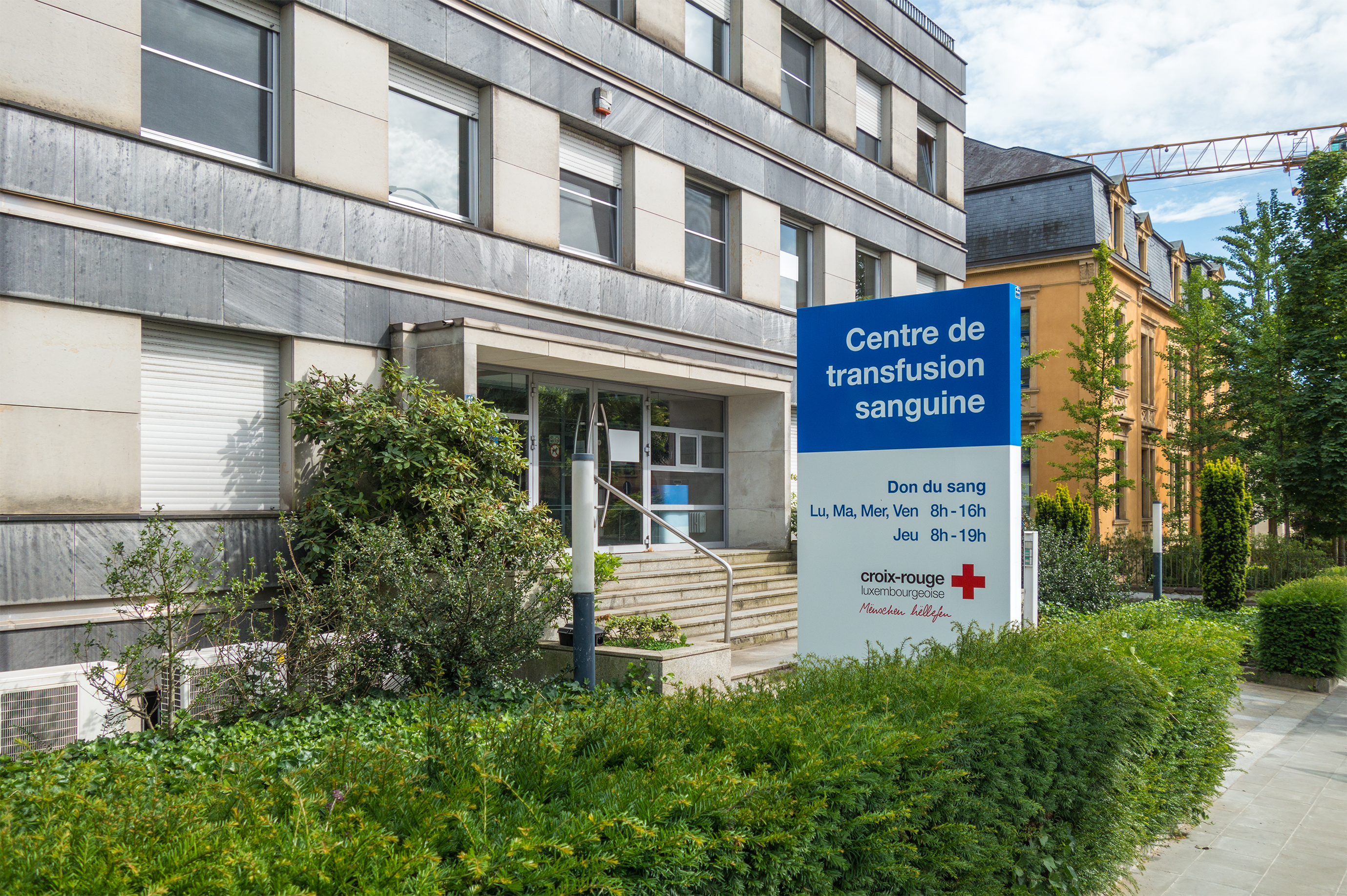
Centre de transfusion, Luxemburg-Stad
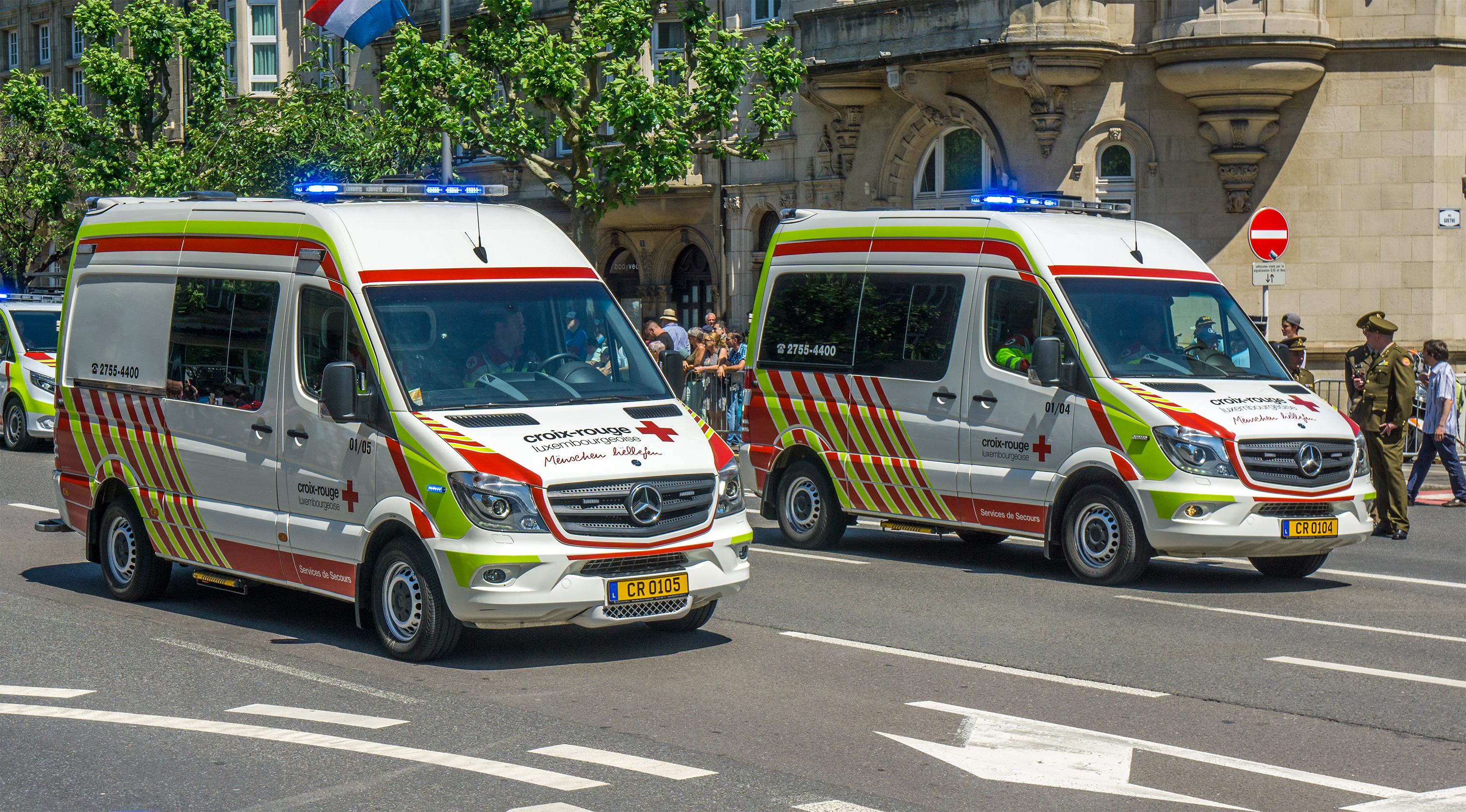
Ambulances tijdens de Nationale feestdag van Luxemburg

## Literatur
- Charles Barthel (2014) Au service de l'humanité, Histoire de la Croix-Rouge luxembourgeoise 1870 - 1914 - 2014. Luxemburg: Saint Paul. ISBN 978-99959-0-089-2